# مارك فاولر (لاعب إسكواش)
مارك فاولر (بالإنجليزية: Mark Fuller)‏ هو لاعب إسكواش بريطاني، ولد في 24 أبريل 1985 في نورتش في المملكة المتحدة.

## وصلات خارجية
- مارك فاولر على موقع الاتحاد الدولي لمحترفي الاسكواش (مؤرشف) (الإنجليزية)
- مارك فاولر على موقع SquashInfo.com (الإنجليزية)